# Municipio de Mills (Illinois)
El municipio de Mills (en inglés: Mills Township) es un municipio ubicado en el condado de Bond en el estado estadounidense de Illinois. En el año 2010 tenía una población de 552 habitantes y una densidad poblacional de 5,84 personas por km².

## Geografía
Según la Oficina del Censo de los Estados Unidos, el municipio tiene una superficie total de 94.54 km², de la cual 94,44 km² corresponden a tierra firme y (0,11 %) 0,1 km² es agua.

## Demografía
Según el censo de 2010, había 552 personas residiendo en el municipio de Mills. La densidad de población era de 5,84 hab./km². De los 552 habitantes, el municipio de Mills estaba compuesto por el 98,01 % blancos, el 0,72 % eran afroamericanos, el 0,18 % eran amerindios, el 0,18 % eran asiáticos, el 0,18 % eran de otras razas y el 0,72 % eran de una mezcla de razas. Del total de la población el 0,54 % eran hispanos o latinos de cualquier raza.